# Бирюков, Борис Васильевич
Борис Васильевич Бирюков (3 августа 1916, Щурово, Московская губерния — 24 мая 1942, Балаклейский район, Харьковская область) — лейтенант Рабоче-крестьянской Красной Армии, участник Великой Отечественной войны, Герой Советского Союза (1941).

## Биография
Борис Бирюков родился 3 августа 1916 года в селе Щурово (ныне — район города Коломна Московской области) в рабочей семье Василия Сергеевича Бирюкова. После окончания семи классов коломенской школы № 9 и школы фабрично-заводского ученичества при Коломенском машиностроительном заводе работал строгальщиком на этом же заводе, одновременно учась в аэроклубе. В 1938 году был призван на службу в Рабоче-крестьянскую Красную Армию. В том же году окончил Борисоглебскую военно-авиационную школу, проходил службу в 6-м истребительном авиаполку на Дальнем Востоке. С августа 1941 года — на фронтах Великой Отечественной войны, был командиром эскадрильи 92-го истребительного авиаполка 44-й истребительной авиадивизии 6-й армии Юго-Западного фронта.
К ноябрю 1941 года лейтенант Борис Бирюков совершил 105 боевых вылетов, 40 из них — на штурмовку наземных войск, 15 — на разведку, 50 — на патрулирование. Во время боевой деятельности лично уничтожил 6 вражеских танков, 112 автомашин, около 900 солдат и офицеров противника, 4 артиллерийских орудий, 82 гужевые повозки, 9 зенитных орудий.
Указом Президиума Верховного Совета СССР от 20 ноября 1941 года за «образцовое выполнение боевых заданий командования на фронте борьбы с немецко-фашистскими захватчиками и проявленные при этом мужество и героизм» лейтенант Борис Бирюков был удостоен высокого звания Героя Советского Союза с вручением ордена Ленина и медали «Золотая Звезда» за номером 663.
24 мая 1942 года Б. В. Бирюков был ведомым группы из 9 истребителей. В тот день он встретила 70 вражеских самолётов и была вынуждена принять неравный бой. В воздушном бою лётчики уничтожили 15 самолётов. В том бою Бирюков погиб в 5 км восточнее Волвенково
В честь Бирюкова названы улица и проезд в Коломне. В годы Советской власти имя его носила также пионерская дружина школы № 30. В мемориальном парке Коломны есть бюст Героя Советского Союза Бирюкова, а на здании аэроклуба, где он учился, установлена мемориальная доска.

## Память

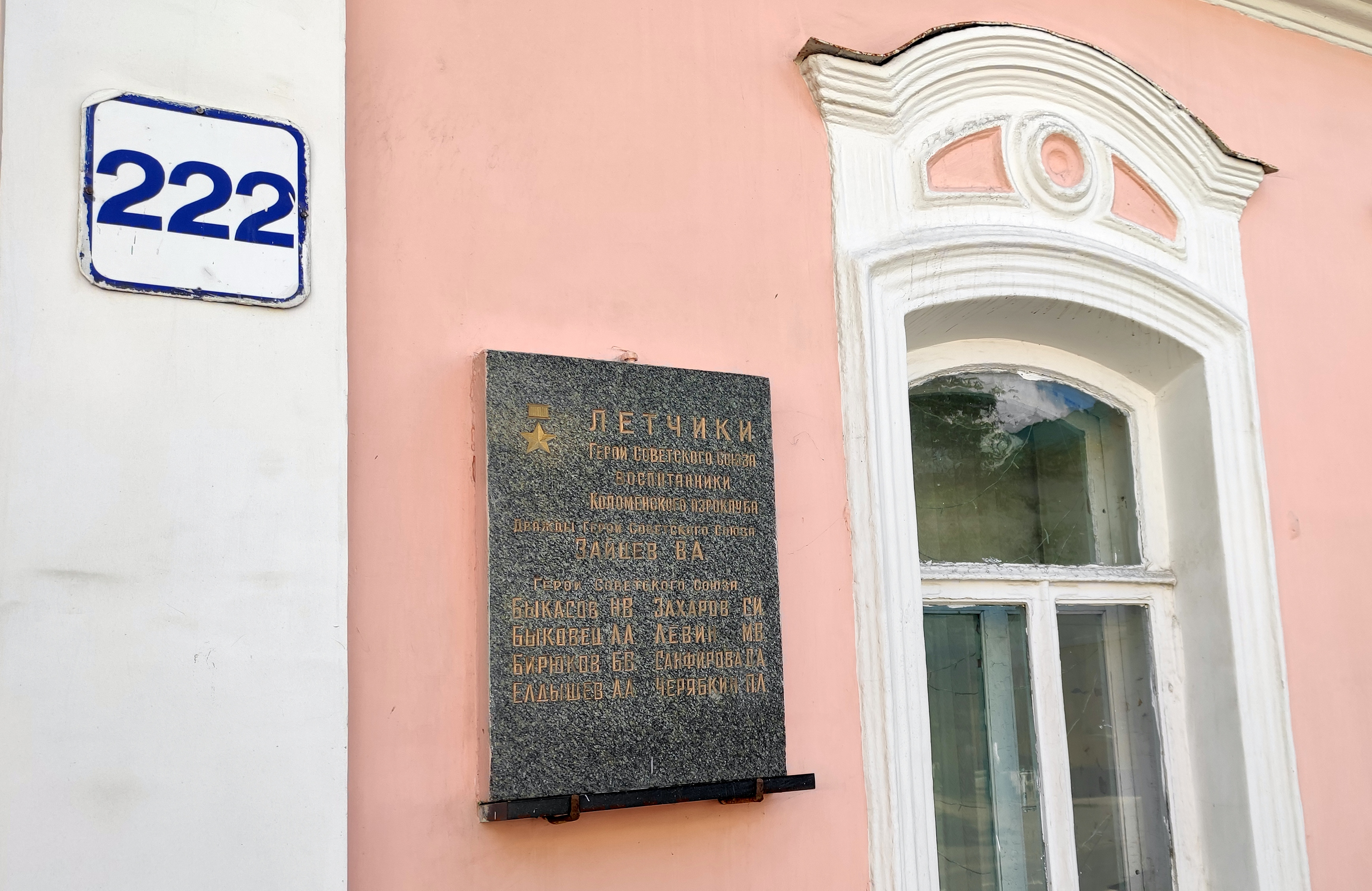
Памятная доска на стене д. 222 по ул. Октябрьской революции в Коломне памяти Б. В. Бирюкова и других Героев Советского Союза, связанных с Коломенским аэроклубом

- Имя Б. В. Бирюкова высечено на мемориальной доске на здании Коломенского аэроклуба.